# Evangelisch-lutherische Pfarrkirche Elsa

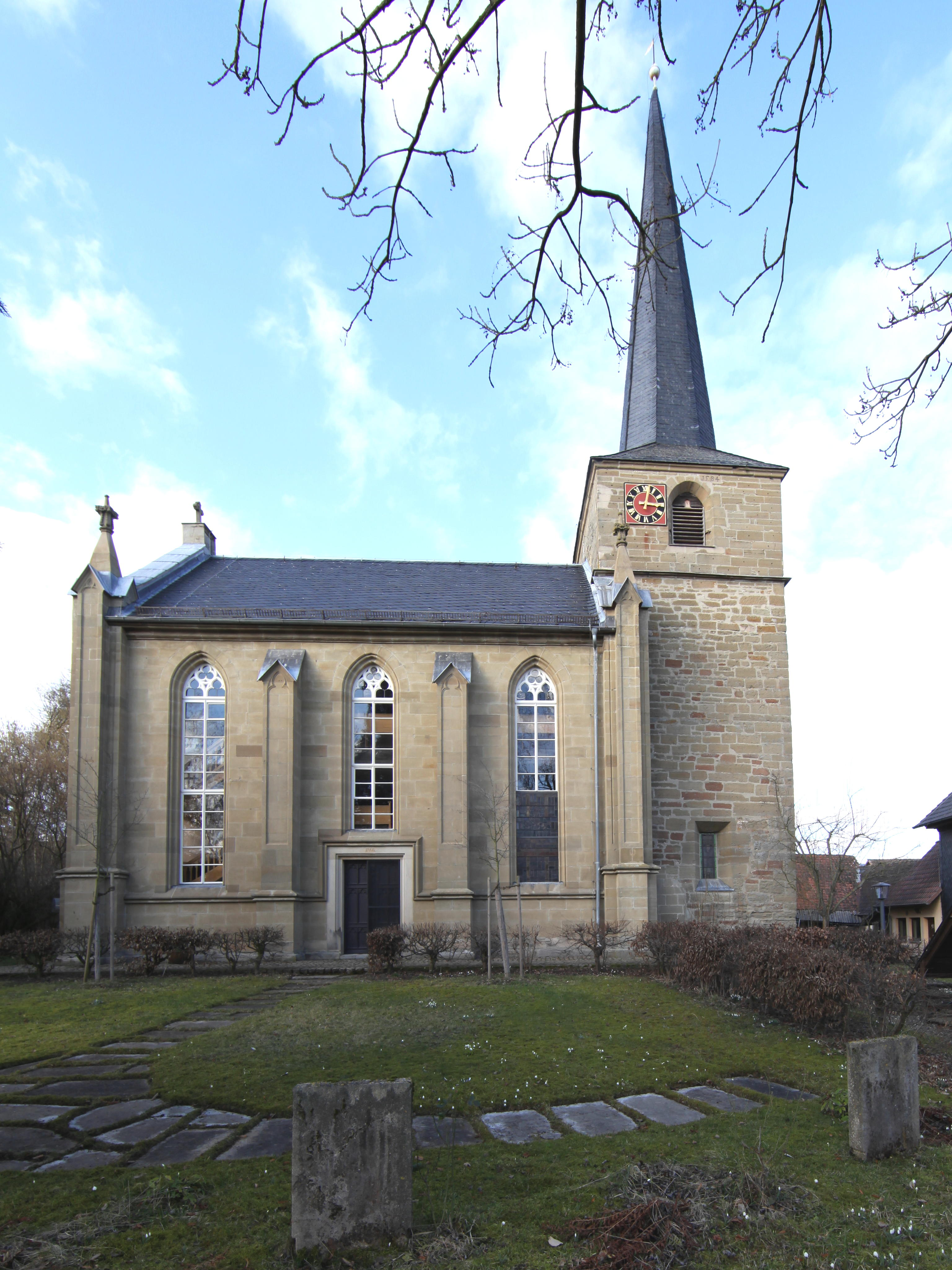
Evangelisch-lutherische Pfarrkirche Elsa

Die evangelisch-lutherische Pfarrkirche Elsa im oberfränkischen Elsa, einem Gemeindeteil von Bad Rodach im Landkreis Coburg, stammt in ihrer heutigen Gestalt aus dem Jahr 1866.

## Geschichte
1343 wurde die Pfarrei Elsa unter anderem durch einen Kune von Hesseburch (von Heßberg) gestiftet und mit verschiedenen Gütern ausgestattet. Sie erhielt als Pfarrpfründe einen Hof und 30 Acker in der Elsaer Gemarkung sowie weitere Pfründen in anderen Dörfern der Umgebung. Die bereits bestehende Filialkirche wurde zur Pfarrkirche erhoben.
Eine im späten Mittelalter dem heiligen Johannes geweihte Kirche war mit einer Kirchhofummauerung befestigt. Im Verlauf der Hussitenkriege brannte das Gotteshaus um 1430 ab. 1483 erfolgte die Weihe eines Kirchenneubaus. Der spätgotische Kirchturm dürfte weitgehend noch aus der Zeit stammen. Die Reformation wurde in den 1520er Jahren eingeführt. Eine Renovierung erfolgte 1583. 1866 sanierte die Kirchgemeinde das Bauwerk umfangreich. Dabei wurden das alte, baufällige Langhaus abgerissen und durch einen neugotisch gestalteten Neubau mit einem relativ flachen Dach ersetzt sowie die Innenausstattung neu geschaffen. Der Kirchhof wird seit 1890 nicht mehr als Gottesacker genutzt. Der Nachbarort Heldritt wurde 1875 Filiale, ab 1977 gehören außerdem Grattstadt und Oettingshausen zur Pfarrei Elsa.

## Beschreibung

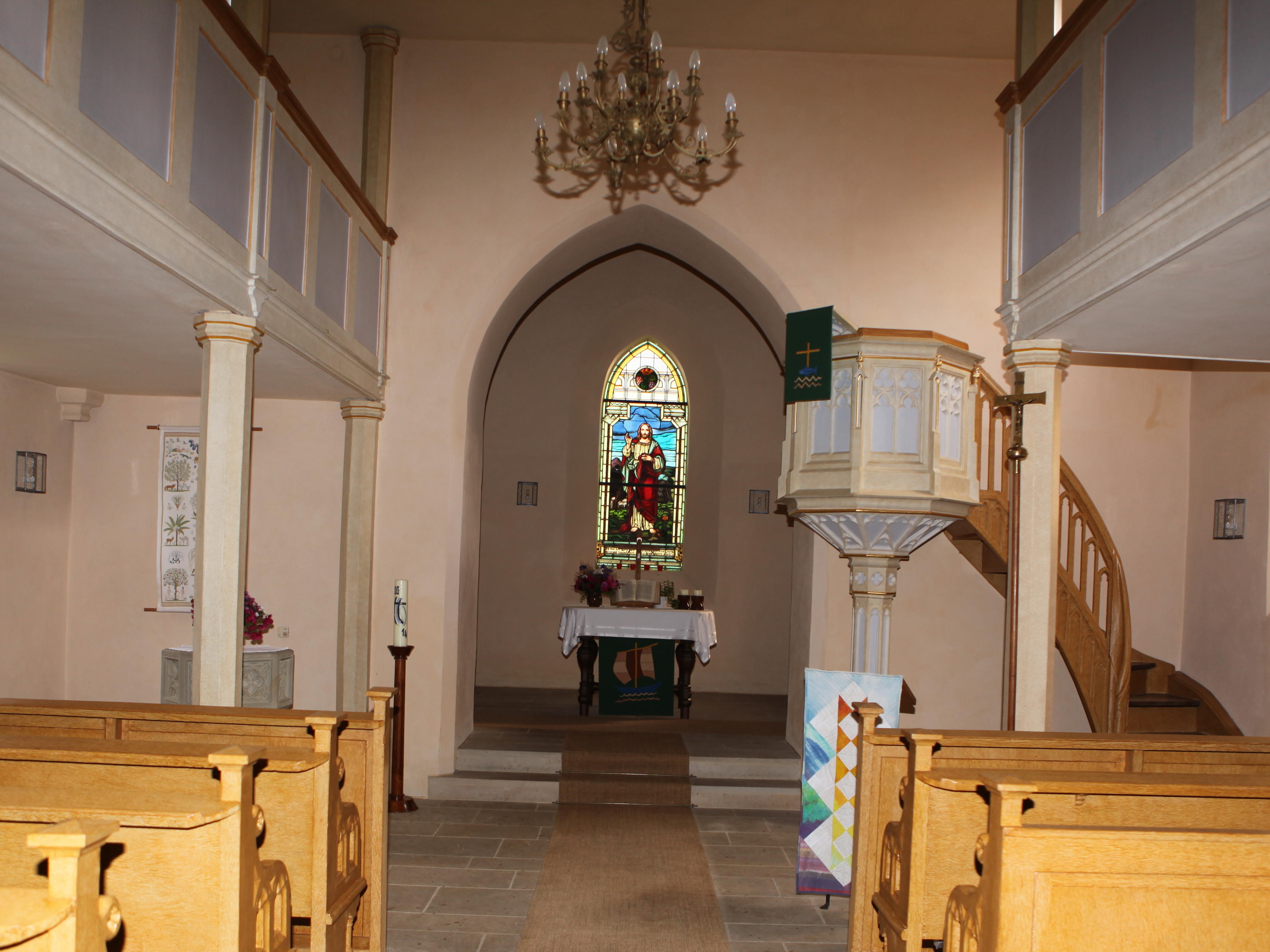
Altarraum

Das Ortsbild prägend steht die Kirche auf einer Anhöhe im Westen der Gemeinde. Es ist eine Chorturmkirche, deren Turm aus unverputzten Sandsteinquadern besteht und von einem schiefergedeckten, achteckigen Spitzhelm überdeckt ist. Der 3,6 Meter lange und 4,2 Meter breite Chor  wird von einem Kreuzgewölbe überspannt, das aus spätgotischen, kehlprofilierten Rippen besteht und von einer Rosette mit Schlussstein abgeschlossen wird. An der Ostseite ist ein spitzbogiges und an der Südseite ein rechteckiges Fenster vorhanden, an der Nordseite führt eine spitzbogige Tür in die Sakristei. Ein spitzbogiger Triumphbogen verbindet den Altarraum mit dem 12,4 Meter langen und 7,8 Meter breiten Innenraum des Kirchenschiffes, der von einer Flachdecke überspannt und von einer umlaufenden, größtenteils zweigeschossigen Empore geprägt wird. Die hölzerne Kanzel am südlichen Triumphbogenpfeiler, das Gestühl, das Lesepult und der Taufstein aus Sandstein mit sternförmigen Querschnitt sind neugotisch gestaltet. Die dreiachsigen Längsseiten des Langhauses sind durch neugotische Fenster und Strebepfeiler gegliedert. Der Westgiebel hat zwei neugotische Fenster und das Hauptportal mit einem schweifbogigen mit Fischmaasswerk gefüllten Aufsatz. Ein schiefergedecktes Satteldach bildet den oberen Abschluss.
Eine Glocke im Kirchturm ist von 1504. Sie trägt ein Medaillon mit Adler und die lateinische Inschrift „demon nil avder vbi locvs hac tuba gavder“ (Nichts kann der Dämon wagen, solange der Ort sich dieser Tuba freuet).
Der Kirchhof ist durch eine teilweise wohl noch aus der frühen Neuzeit stammende Mauer eingefasst und hat einen rundlich-ovalen Grundriss. Ein steinernes Rundbogentor mit ornamentiertem Schlussstein aus dem Jahr 1754 bildet den Eingang. Noch einige Grabsteine, unter anderem ein Grabmal in neogotischer Spitzbogenform aus rotem Sandstein, befinden sich auf dem Kirchhof.

## Orgel

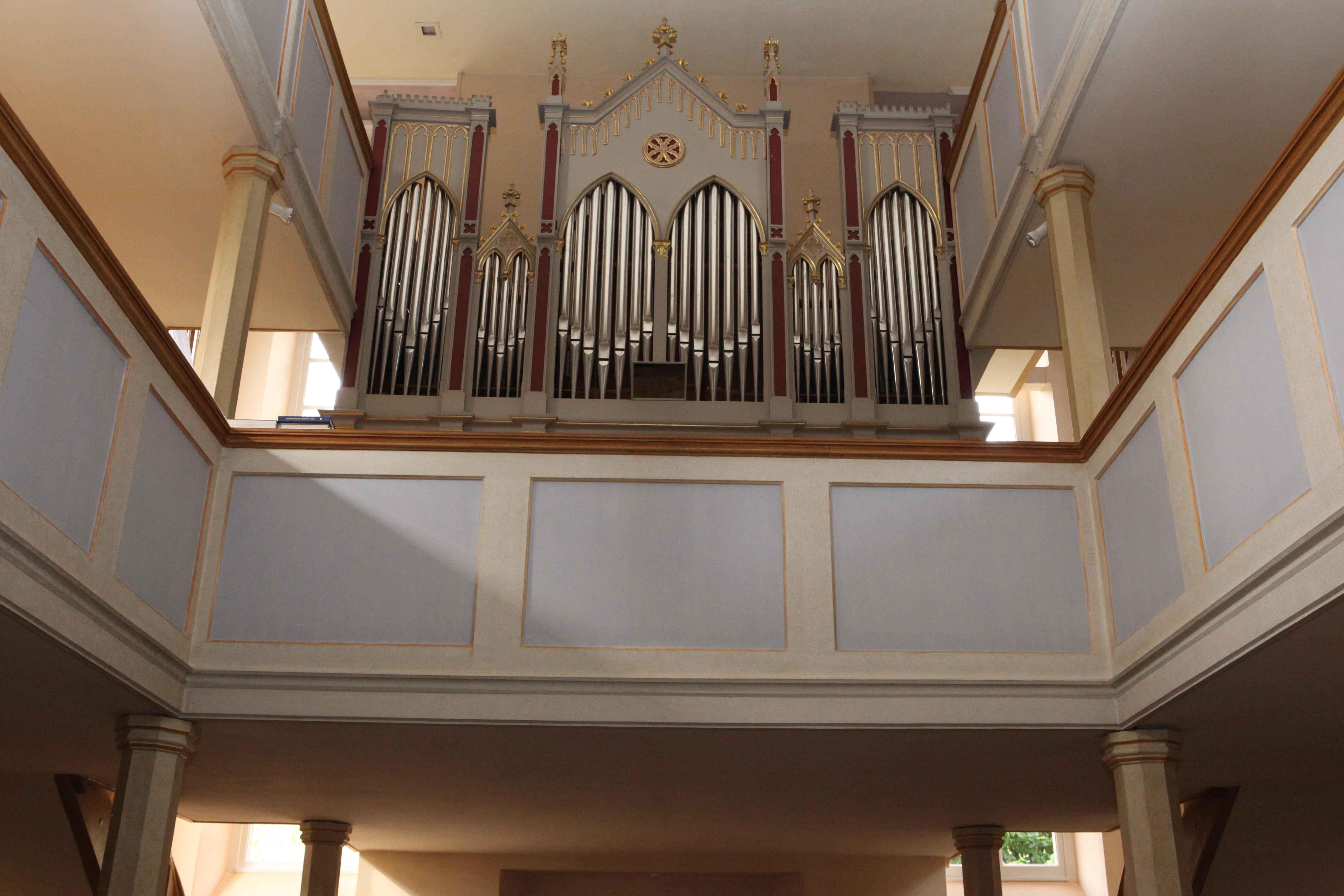
Orgel

Über die Orgel der Vorgängerkirche ist nichts weiteres bekannt. Das gegenwärtige Instrument stammt von dem Schmiedefelder Orgelbauer Friedrich Wilhelm Holland und hat eine romantische Disposition. Es wurde nach dem Neubau des Kirchenschiffes 1866 für etwa 926 Gulden errichtet. Das breite Orgelgehäuse hat einen fünfteiligen Prospekt in schlichten neugotischen Formen. Die hohen Seitenfelder schmückt ein waagrechter Zinnenkranz, das Mittelstück mit zwei Pfeifenfeldern ist giebelförmig überhöht und durch Fialen betont. Die zweimanualige Orgel hat ein Hauptwerk mit sechs Registern und ein Oberwerk mit drei Registern sowie ein Pedal mit drei Registern, Manual- und Pedalkoppel. 1981 wurde das Instrument restauriert.